# Мейндерт Гоббема
Мейндерт Гоббема, прізвище пишуть і як Хоббема (нід. Meindert Hobbema; хрестини 31 жовтня 1638, Амстердам — 7 грудня 1709, Амстердам) — голландський художник⁣-пейзажист XVII століття.

## Біографія
Мейндерт Гоббема належить до призабутих майстрів Голландії XVII століття. Достеменно відомо, що народився у жовтні 1638 року, а хрестини відбулися 31 жовтня.
Мейндерт Гоббема єдиний з учнів відомого художника пейзажиста Рейсдаля. Якоб ван Рейсдал вважається досить близькою особою до Гоббеми, бо саме його запросили бути свідком під час вінчання Гоббеми. Родина мала чотирьох дітей.
Близькість ранніх творів Якоба Ізакса ван Рейсдаля та Гоббеми внесла плутанину в атрибуцію їхніх картин. На це спрацювала і слава Рейсдала. Аби дорожче продати картину, безсоромні торговці здирали підпис Гоббеми та ставили ім'я Рейсдаля.
Злидні спонукали митця шукати якусь посаду окрім художньої творчості. Він стане дрібним акцизним посадовцем. Грошей це приносило мало, але надходили вони стабільно. Художники часто торгували рамами для картин, творами інших майстрів, утримували трактири тощо. Це звична практика в Голландії XVII століття, де було занадто багато художників та напружена конкуренція між ними. Аби зменшити напругу конкуренції, художники дотримувались розподілу по жанрам, часто досить вузького, та змагались за якість виконання картин. Погано зроблені картини відслідковували й митця позбавляли права торгувати власно створеними картинами.
Гоббема майже все життя прожив в Амстердамі. За архівними документами його помешкання віднайшли в бідному районі Розенграхт, неподалік від житла Якоба ван Рейсдаля та збанкрутілого Рембрандта. Гоббема помер в Амстердамі і був похований на ділянці для бідних на цвинтарі Лейден.

### Характеристика творів

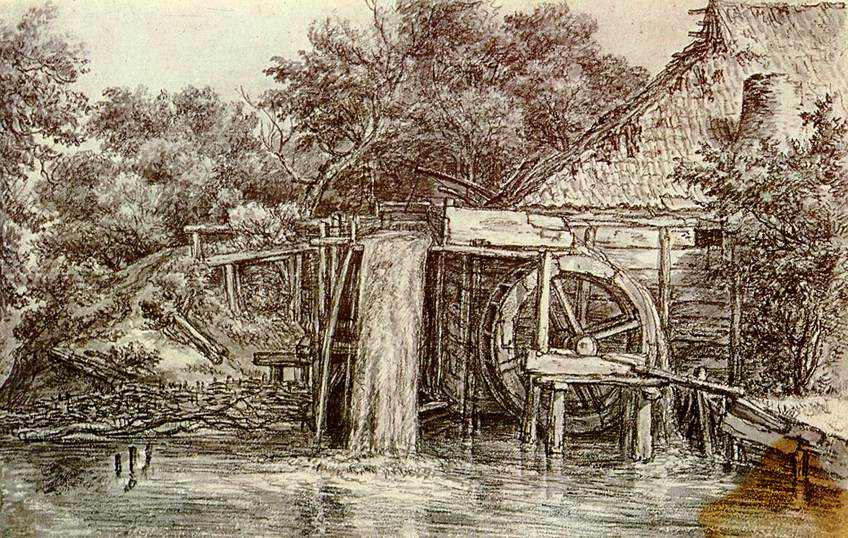
Млин, малюнок. Гарлем, музей Тейлор.

На відміну від Рейсдаля, Гоббема не був продуктивним майстром і кількість його творів обмежена. Зменшенню оригіналів художника сприяли неблагодійні ділки, що стирали підписи Гоббеми та ставили відоміше прізвище Рейсдаля. Гоббема, незнатного походження та без значної освіти, дотримувався демократичних смаків. Майже всі його твори — зображення сільських місцин, краєвиди передмість, водяних млинів тощо. Діапазон пейзажів Гоббеми дещо обмежений в порівнянні з діапазоном Ресдаля, який відрізнявся різноманітністю пейзажних мотивів. Але Гоббему визнали продовжувачем традицій Рейсдаля та найкращим голландським пейзажистом 17 ст. попри нього.

### Галерея

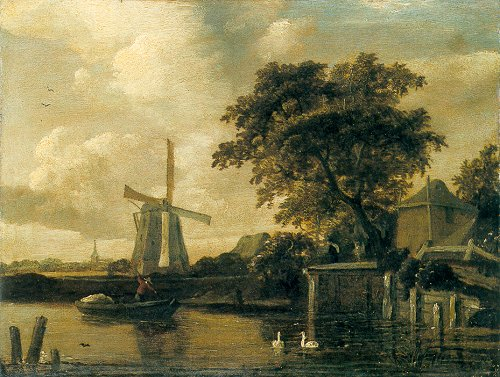
Млин коло річки
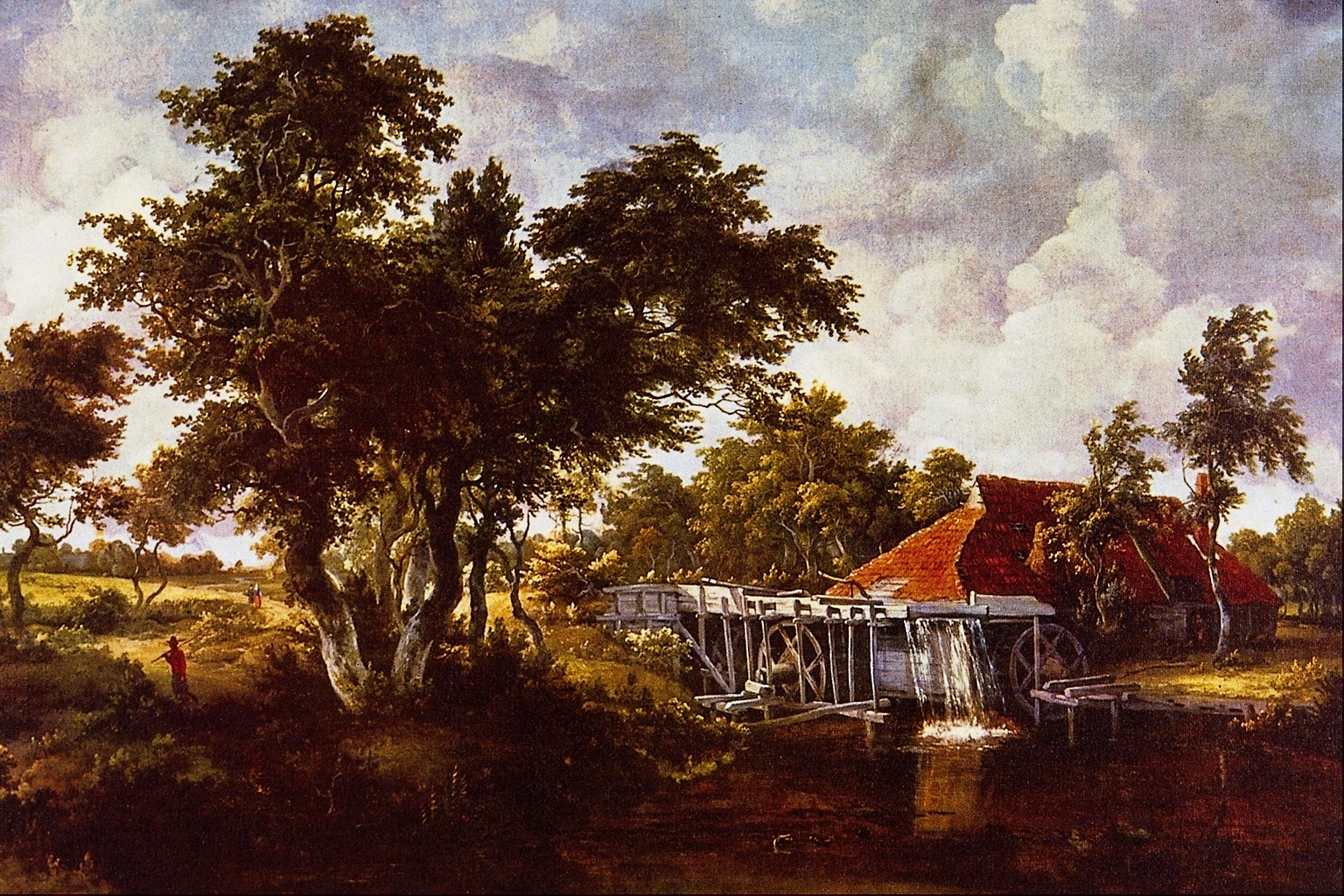
Млин під червоним дахом
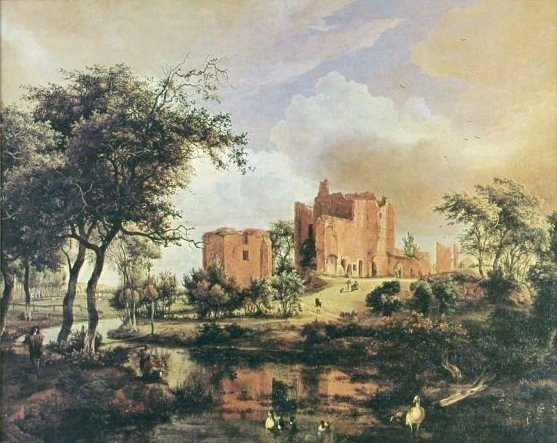
Руїни замку
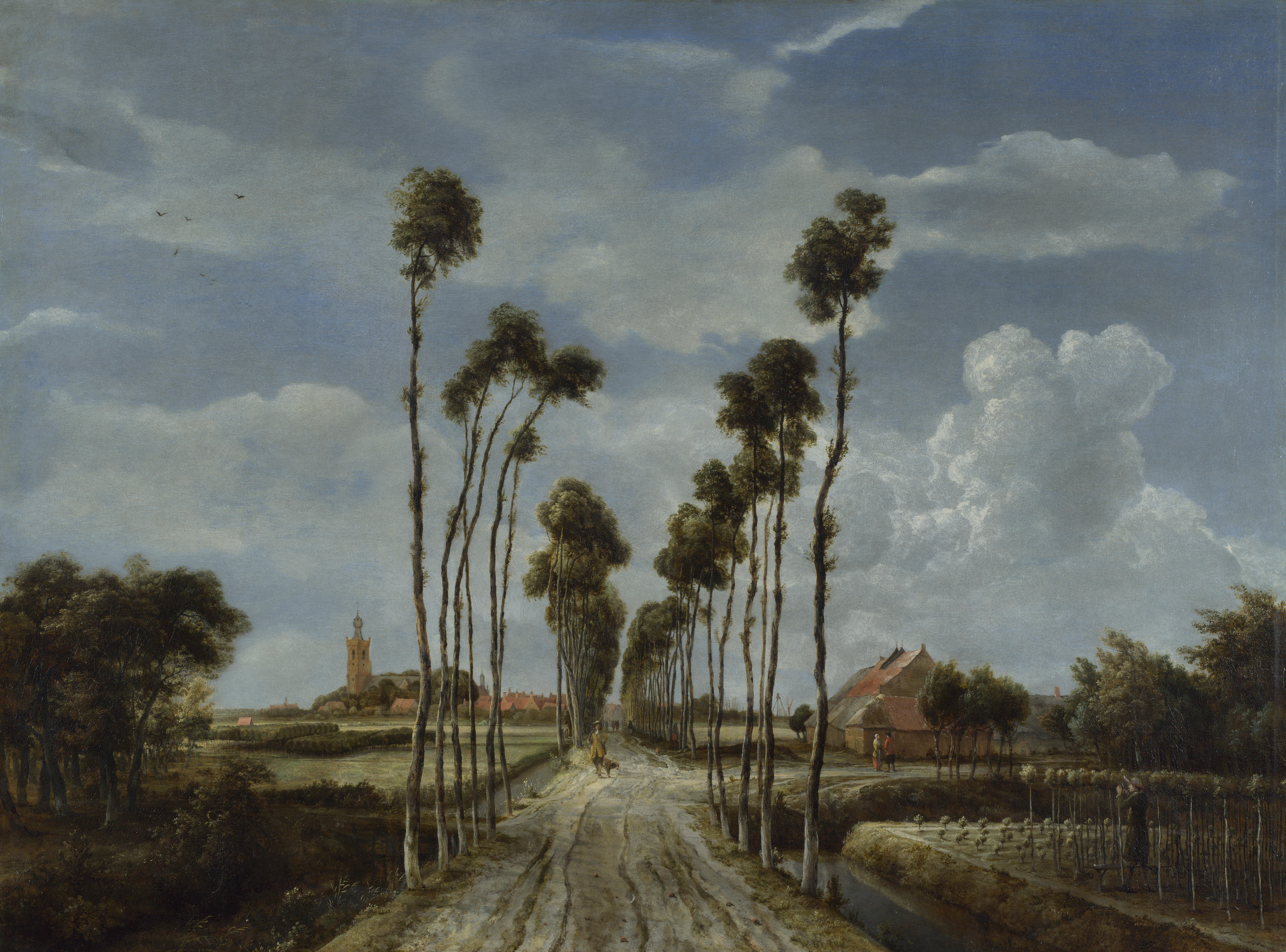
Дорога в Мідделгарнісі